# Burauen
Burauen est une municipalité de la province de Leyte, située dans la région des Visayas orientales sur l'île de Leyte, aux Philippines.
Lors du recensement de 2020, sa population s'élève à 52 511 habitants.

## Géographie
Burauen est située au centre de l'île de Leyte.
D'une superficie totale de 265,33 kilomètres carrés, Burauen est divisée administrativement en 77 barangays : 
- Abuyogon
- Anonang
- Arado
- Balao
- Balatson
- Balorinay
- Bobon
- Buenavista
- Buri
- Caanislagan
- Cadahunan
- Cagangon
- Calao
- Cali
- Calsadahay
- Candag-on
- Cansiboy
- Catagbacan
- Dumalag
- Damulu-an
- Dina-ayan
- Esperansa
- Gamay
- Gitablan
- Hapunan
- Hibonawan
- Hugpa East
- Hugpa West
- Ilihan
- Kagbana
- Kalipayan
- Kaparasanan
- Laguiwan
- Libas
- Limburan
- Logsongan
- Maabab
- Maghubas
- Mahagnao
- Malabca
- Malaguinabot
- Malaihao
- Matin-ao
- Moguing
- Poblacion District I
- Poblacion District II
- Poblacion District III
- Poblacion District IV
- Poblacion District V
- Poblacion District VI
- Poblacion District VII
- Poblacion District VIII
- Poblacion District IX
- Paghudlan
- Paitan
- Pangdan
- Patag
- Patong
- Pawa
- Roxas
- Sambel
- San Esteban
- San Fernando
- San Jose East
- San Jose West
- San Pablo
- Tabuanon
- Tagadtaran
- Taghuyan
- Takin
- Tambis
- Tambuko
- Toloyao
- Villa Aurora
- Villa Corazon
- Villa Patria
- Villa Rosas

| Ormoc   | Dagami  |        |
| Albuera | Burauen | Julita |
|         | La Paz  |        |

## Personnalités liées
- Norberto Romuáldez (es) (1875-1941), juriste, homme politique et linguiste philippin, né à Burauen.